# Hendrik Andriessen
Hendrik Franciscus Andriessen (17 settembre 1892 – 12 aprile 1981) è stato un compositore e organista olandese.
È ricordato soprattutto per le sue improvvisazioni all'organo e per il rinnovamento della musica liturgica cattolica nei Paesi Bassi. Il linguaggio musicale delle composizioni di Andriessen rivela forti influenze francesi. Era fratello del pianista e compositore Willem Andriessen e padre dei compositori Jurriaan Andriessen e Louis Andriessen e della flautista Heleen Andriessen.

## Biografia
Andriessen è nato ad Haarlem, figlio di Gezina Johanna (Vester), pittrice, e Nicolaas Hendrik Andriessen, organista di chiesa. Ha studiato composizione con Bernard Zweers e organo con Jean-Baptiste de Pauw al Conservatorio di Amsterdam. Come organista della Cattedrale di Santa Caterina di Utrecht, divenne famoso per le sue capacità di improvvisazione. Dal 1926 al 1954 insegnò composizione e teoria musicale al Conservatorio di Amsterdam e tra il 1930 e il 1949 insegnò anche all'Istituto di musica sacra cattolica di Utrecht. Fu direttore del Conservatorio di Utrecht dal 1937 al 1949.
Durante la seconda guerra mondiale Andriessen rifiutò di aderire alla "Casa della Cultura" (Kultuurkamer), e di conseguenza gli occupanti nazisti lo esclusero dalle funzioni pubbliche. Le uniche attività musicali che gli erano consentite furono quelle di dare lezioni e di accompagnare le funzioni religiose. Dal 13 luglio 1942 fu tenuto in ostaggio dagli occupanti tedeschi fino al 18 dicembre 1942, quando fu rilasciato.
Nel 1949 fu nominato direttore del Conservatorio Reale de L'Aia, incarico che mantenne fino al 1957. Tra il 1954 e il 1962 fu nominato Professore Straordinario di Musicologia presso l'Università Cattolica di Nijmegen.
Andriessen scrisse nel corso della sua carriera otto messe, quattro sinfonie, variazioni per orchestra, lieder per voce e orchestra, musica da camera, sonate per violoncello e pianoforte e opere per organo solo. Inoltre, mise in musica l'inno cristiano Te Deum. Morì ad Haarlem.

## Opere

### Orchestra
- Sinfonia n. 1 (1930)
- Variations and Fugue on a Theme of Johann Kuhnau, per orchestra d'archi (1935)
- Sinfonia n. 2 (1937)
- Variations on a Theme by Couperin per flauto solo, orchestra d'archi e arpa (1944)
- Sinfonia n. 3 (1946)
- Ricercare (1949) (arrangiato anche per orchestra di fiati, 1977)
- Wilhelmus Rhapsody (1950)
- Concerto per organo e orchestra (1950)
- Symphonic Etude (1952)
- Libertas venit – Rapsodia (1954)
- Sinfonia n. 4 (1954)
- Sinfonia concertante per violino, viola e orchestra (1962)
- Mascherata (1962)
- Concerto per violino (1969)
- Concertino per violoncello (1970)
- Concertino per oboe (1970)
- Chromatic Variations (1970)
- Canzone per violoncello e archi (1971)
- Chantecler Overture (1972)
- Hymnus in Pentecostem (1976)

### Orchestra di fiati
- Ricercare (1977) (rev. dal lavoro orchestrale del 1949)

### Camera
- 1914 Sonata, per violino e pianoforte (perduta)
- 1924 Sonatina, per viola e pianoforte
- 1926 Sonate pour violoncelle et piano [a Thomas Canivez]
- 1932 Sonata n. 2 per violino e pianoforte
- 1937 Drie Inventionen per violino e violoncello
- 1938 Sérénade, per flauto/violino, violino/oboe e violoncello/fagotto
- 1939 Trio con pianoforte
- 1950 Intermezzo per flauto e arpa
- 1950 Suite per violino e pianoforte (I. Preludio, II. Fuguetta, III. Air Varié, IV. Finale)
- 1951 Quintet, per quintetto di fiati
- 1952 Ballata per oboe e pianoforte
- 1957 Quartetto in stile antico per quartetto d'archi
- 1961 Il pensiero per quartetto d'archi
- 1967 Tre Pezzi, per flauto e arpa
- 1967 Sonata per viola e pianoforte
- 1969 L'Indifferent, per quartetto d'archi
- 1970 Serenata per flauto, corno e pianoforte
- 1972 Divertimento a cinque, per flauto, oboe, violino, viola e violoncello
- 1973 Choral Varié, per 3 trombe e 3 tromboni

### Organo
- Aria (1944)
- Corali (Premier: 1913), (Deuxième: 1916, rev. 1965), (Troisième: 1920), (Quatrième: 1921, rev. 1951)
- Toccata (1917)
- Fête-Dieu (1918)
- Fuga a 5 voici c kl. terts (1916)
- Sonata 'Da Pacem, Domine' (1913) (Inizialmente perduto, il manoscritto è stato ritrovato nel 2021 dall'organista americano Gregory D'Agostino e dallo storico olandese Jort Fokkens)
- Sonata da chiesa (1927)
- Passacaglia (1929)
- Tema con variazioni (1949)
- In dulci jubilo (1961)
- Interlude (1957)
- Interludium (1968)
- Intermezzi: 24 pezzi in due libri (1935 e 1943-1946)
- Intermezzo (1950)
- Meditation on the Hymn "O Lord with Wondrous Mystery" (1960)
- O filii et filiae (1961)
- O sacred head (1962)
- Offertorium (1962)
- Preludio e Fuga in re minore
- Preghiera (1962)
- Quattro studi per organo (1953)
- Sinfonia (1939)
- Suite (1968)
- Veni Creator Spiritus (1961)

### Pianoforte
- Sonata (1934)
- Pavane (1937)
- Passepied (1942)
- Menuet (1944)
- Sérénade (1950)

### Opera
- Philomela (1948-1949), in 3 atti; libretto di Jan Engelman
- De Spiegel uit Venetië (Lo specchio di Venezia; Der Spiegel von Venedig) (1963–1964), opera da camera in un atto; libretto di Hélène Nolthenius

### Oratorio
- L'histoire de l'enfant de Dieu, libretto di Pierre Kemp, per soprano, tenore, coro e orchestra (1920)

### Coro
- Sonnet de Pierre Ronsard (1917)
- Missa in honorem Sacratissimi Cordis, con organo (1919)
- Missa in festo assumptionis, con organo (1925)
- Missa sponsa Christi, con organo (1928)
- Missa Simplex, a cappella (1928)
- De veertien stonden, con organo e archi (1928)
- Missa diatonica (1935)
- Magnificat, con organo (1936)
- Missa Christus Rex (1938)
- Te Deum, con organo (1943)
- Laudes vespertinae, con organo (1944)
- Missa solemnis, con organo (1946)
- Ommagio a Marenzio (1965)
- Te Deum, con orchestra (1968)

### Lieder
- Magna res est amor, con organo (1919, orchestrato 1919)
- Fiat domine, con organo (1920, orchestrato 1930)
- Miroir de peine (ciclo di cinque lieder su testi del poeta francese Henri Ghéon, 1875-1944) (1923, orchestrato nel 1933)
- Trois pastorales (1935)

## Libri e altri scritti
- César Franck (1941)
- Over muziek (1950)
- Muziek en muzikaliteit (1952)